# Хилл, Арчибалд
А́рчибалд Ви́виен Хилл (англ. Archibald Vivian Hill; 26 сентября 1886, Бристоль — 3 июня 1977, Кембридж) — английский физиолог, один из основоположников биофизики и исследования операций. Лауреат Нобелевской премии по физиологии и медицине в 1922 году (совместно с Отто Мейергофом) за труды в области термодинамики мышечной деятельности.

## Биография
Английский физиолог Арчибальд Хилл родился 26 сентября 1886 года в Бристоле в семье торговца лесоматериалами. Детей воспитывала мать. До 7 лет Арчибальд учился дома с матерью, потом, когда семья переехала в Вестон-супер-Маре, он пошёл в подготовительную школу.
В 1899 году Хилл был принят в колледж Блюнделла, где проявил способности к математике.
В 1905 году начал обучение в Тринити-колледже в Кембриджском университете, изучая математику. Он был способным студентом и окончил курс обучения на год раньше. Его руководитель, физиолог М. Флетчер, предложил Хиллу заняться физиологией, что, по его мнению, больше соответствовало интеллектуальным способностям будущего учёного. Советы наставника были приняты. В 1909 году, завершив естественное образование, отлично сдав экзамены, Хилл продолжает углублять свои знания по химии и физике.
В этом же году Хилл как молодой учёный начал работать в физиологической лаборатории в Кембридже, продолжая исследование Флетчера и Гопкинса относительно изучения физиологических особенностей мышц жабы. С помощью термопары Арчибальд Хилл установил, что «механизм мышечного сокращения связан с процессом преобразования энергии химических реакций в электрическую энергию высокого потенциала».
В 1914 году его исследования были сосредоточены на измерении тепла, которое выделяется во время мышечных сокращений и механической работы, а также на выяснении взаимосвязи полученных данных с биохимическими аспектами мышечной активности.
В 1922 году Хилл получил Нобелевскую премию в области физиологии и медицины «за открытия в области теплообразования в мышцах». Он поделил премию с Отто Мейергофом. В своем докладе в ранге лауреата Нобелевской премии Хилл обратил внимание аудитории на странную сложность проблем физиологии мышц и отметил необходимость проведения дальнейших экспериментов, которые бы охватывали все аспекты статики, динамики и термодинамики, а также подчеркнул важность создания и использования новых лабораторных инструментов.
Из-за обострения политической ситуации в Германии Хилл как противник политики нацистов выступил с обвинением правительства Гитлера в преследовании евреев и учёных.
Хилл был членом свыше 40 научных обществ (в частности, избран членом Лондонского королевского общества (1918), иностранным членом Национальной академии наук США (1941)), получил почётные степени от 17 университетов, награждён орденами, медалями и премиями многих научных учреждений.
Арчибальд Хилл умер 3 июня 1977 года от осложнений вследствие вирусной инфекции.
Его дочь Полли пошла по стопам отца и тоже посвятила свою жизнь науке.